# 賴特半島

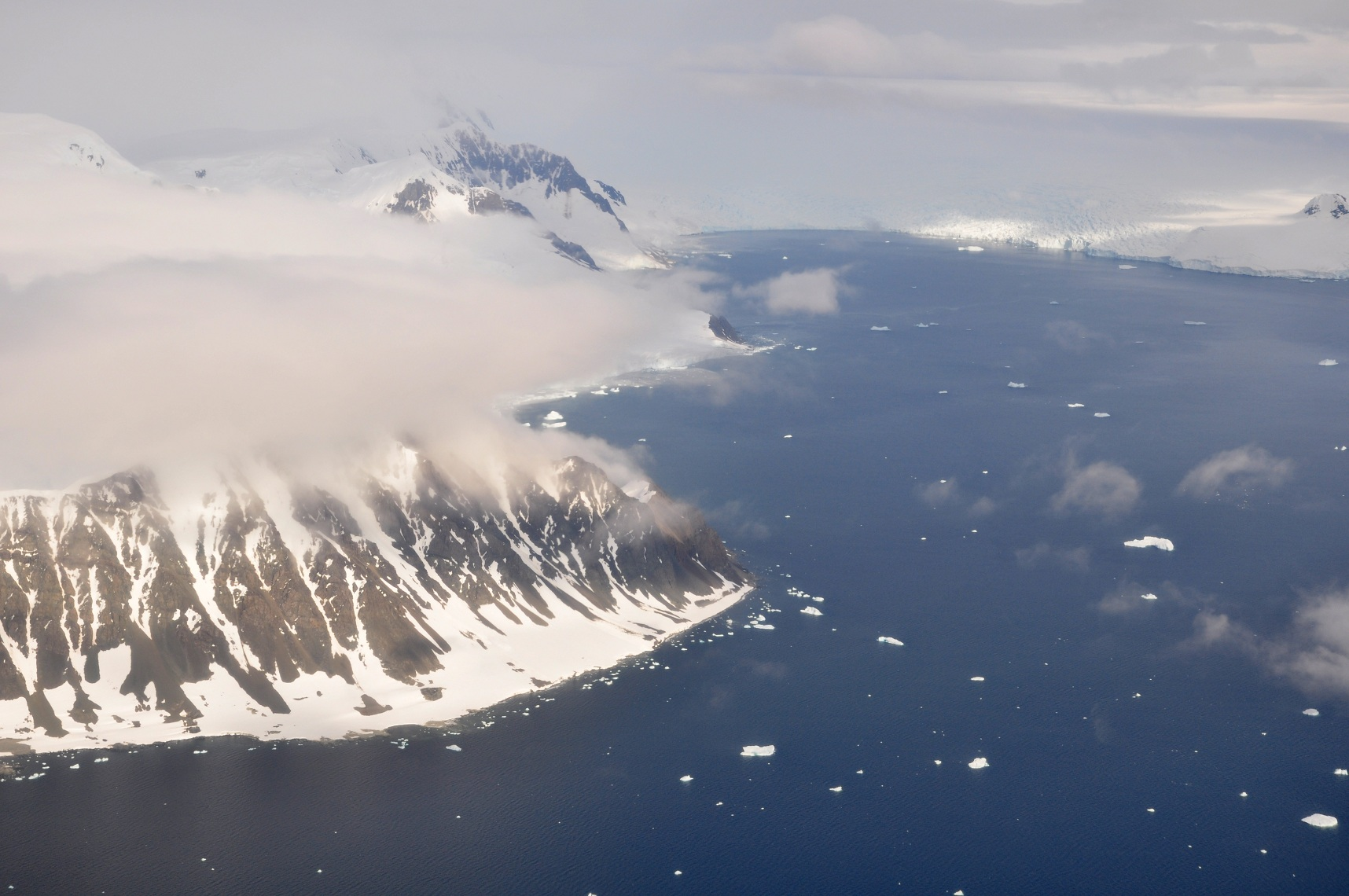

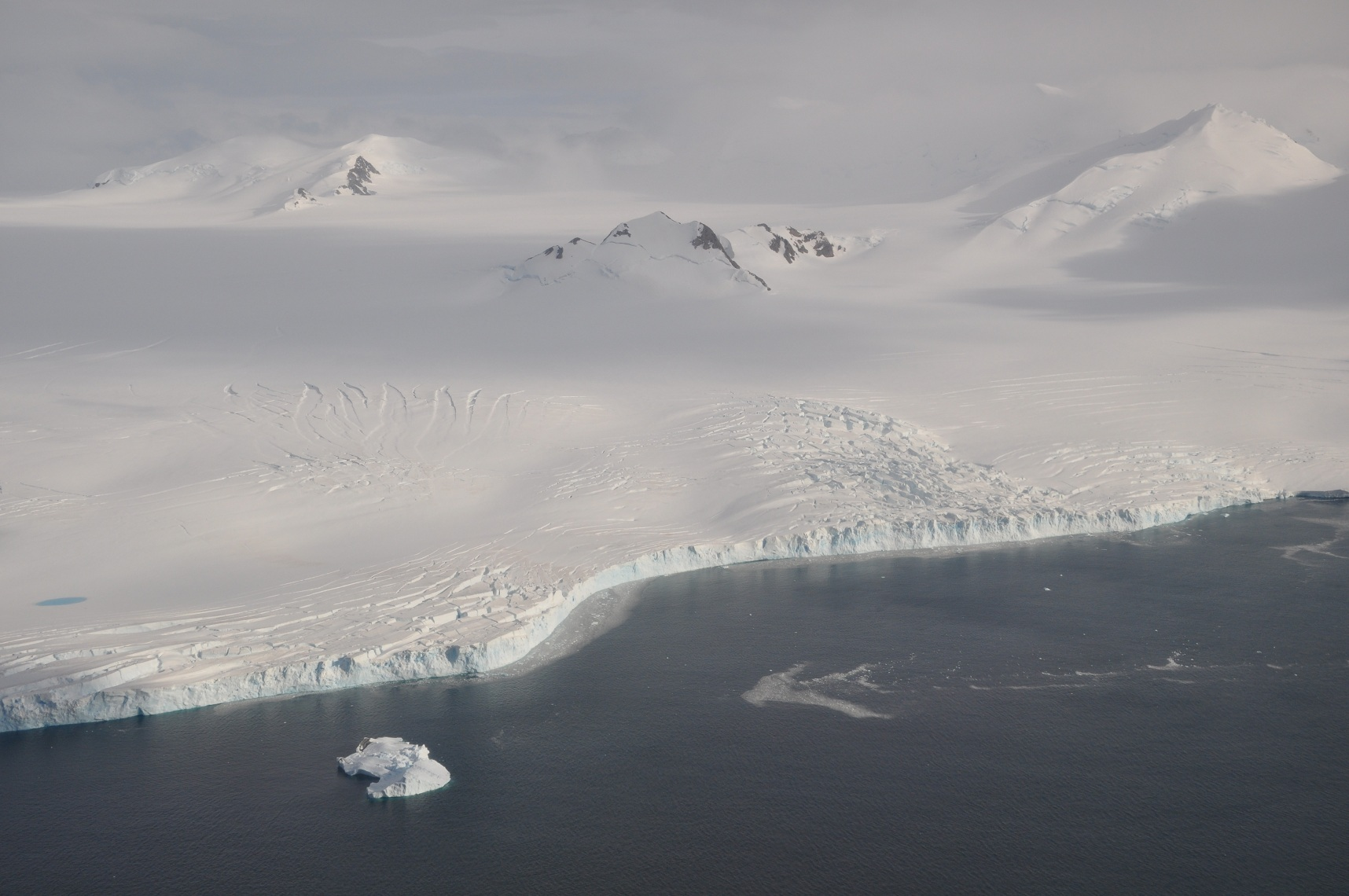

賴特半島（英語：Wright Peninsula），是南極洲的半島，位於葛拉漢地的阿德萊德島東岸，處於萊德灣和斯通豪斯灣之間，由英國南極名稱諮詢委員會命名，現時由南極條約體系管理。